# Никандар Мирликијски
Свети свештеномученици Никандар и Ермет (1. век)  су ранохришћански светитељи и мученици из Мира Ликијског. 
Православна црква их помиње 4. (17) новембра.
Свети Никандар се сматра првим епископом града Мира Ликијског. Био је ученик светог Тита, који је пак био ученик и близак сарадник светог апостола Павла. Свети Ермет је био свештеник и сапутник светог Никандара у мучеништву.
Обојица су рукоположени од стране апостола Тита. Одликовали су се великом ревношћу у вери и великим трудољубљем у придобивању незнабожаца за хришчанство. Због тога су оптужени пред судијом Ливанијем, који је наредио да се ставе на муке. Били су каменовани и вучени по камењу, игладњивани су и били бачени у огњену пећ. Ту им се јави анђео божији и расхладио им огањ. Најзад су живи у гроб сахрањени и земљом затрпани.
Њихово страдање је описано у Римском мартирологу за 4. новембар.